# Ckeditor
CKEditor (преди под името FCKeditor) е текстов редактор от тип WYSIWYG разпространяван под свободен лиценз от компанията CKSource, който се вгражда в интернет страници. Малък по размер и не изискващ инсталация от крайния клиент. Първата му версия е пусната през 2003.
Ядрото му е написано на JavaScript, поддържа езиците Active-FoxPro, ASP, ASP.NET, ColdFusion, Java, JavaScript, Lasso, Perl, PHP and Python.
CKEditor е съвместим с повечето Интернет браузъри, в това число: Internet Explorer 6.0+ (Windows), Firefox 2.0+, Safari 3.0+, Google Chrome, Opera 9.50+, и Camino 1.0+ (Apple).